# 아수르
아수르(수메르어: 𒀭𒊹𒆠)는 고대 아시리아의 수도 가운데 하나였던 도시로, 구아시리아 제국·중아시리아 제국 당시 서울 노릇을 했으며 신아시리아 제국 대에 이르러서도 잠시 동안 수도였다. 도시의 유적은 티그리스강의 서쪽 제방에 위치하며, 현재 이라크내의 자브 천의 북쪽이다.
아슈르는 도시의 주신의 이름이기도 하다. 그는 아시리아 최고의 신이며 아시리아의 수호신이다. 메소포타미아 신화에서 그는 바빌론의 마르둑과 동등하다. 아수르는 2003년부터 UN 세계문화 유산이다.
아수르의 발굴은 1898년에 독일 고고학자에 의해 시작되었다. 발굴은 프리드리히 델리츠시에 의해 시작되어 1903-1913년까지 계속되었다. 16,000개이상의 설형문자 점토판이 발견되었다. 그중의 다수가 베를린의 퍼가몬 박물관에 전시되어 있다.

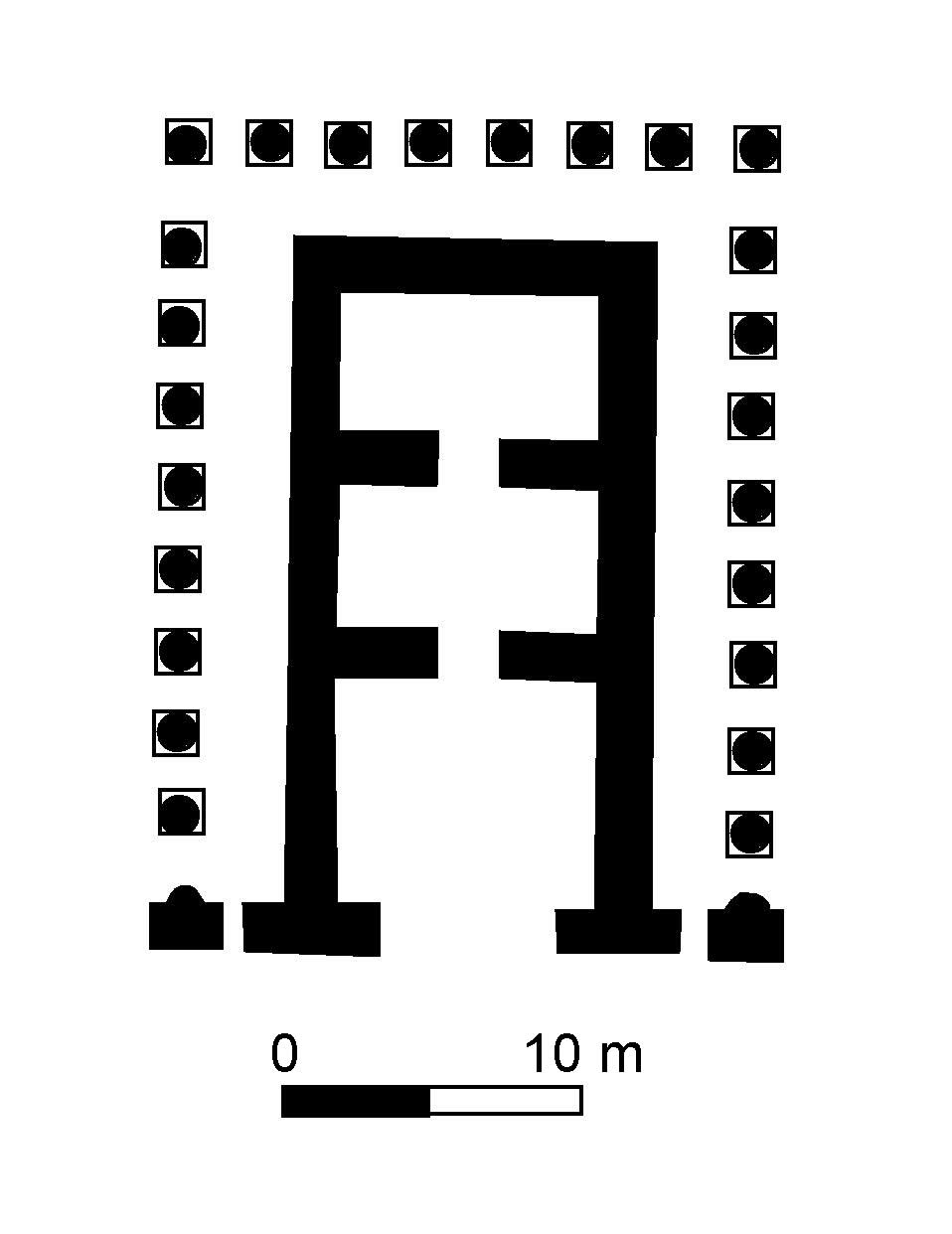
아수르의 파르티아 사원

## 지도
| 모술바그다드테헤란유프라테스강티그리스강니푸르기르수라가시마라드우루크우바이드우르에리두키시수사안샨마리아카드이신라르사바빌론아수르니네베님루드두르샤루킨class=notpageimage\| 메소포타미아의 고대 도시들 : 수메르의 도시 : 엘람의 도시 : 아카드 제국의 도시 : 아모리인의 도시 : 바빌로니아의 도시 : 아시리아의 도시 : 현대의 이라크 · 이란의 도시 |

## 같이 보기
- 아슈르
- 근동의 고대사 연대학
- 현대 아시리아